# 6423 Harunasan
6423 Harunasan eller 1994 CP2 är en asteroid i huvudbältet som upptäcktes den 13 februari 1994 av den japanska astronomen Takao Kobayashi vid Ōizumi-observatoriet. Den är uppkallad efter vulkanen Haruna.
Asteroiden har en diameter på ungefär 11 kilometer.